# Gaumont Animation
Gaumont Animation è una casa di produzione di animazione francese, creata nel 1997 da Christian Davin con la denominazione Alphanim, e sita a Vincennes. Entrata a far parte del gruppo produttivo Gaumont nel 2007, cambiò il suo nome prima in  Gaumont Alphanim nel 2009 e successivamente in Gaumont Animation nel 2013.

## Filmografia

### Lungometraggi
- Redwall: The Movie (2000)
- Franklin et le trésor du lac (2006)
- Nat e il segreto di Eleonora (2009) (in co-produzione con Lanterna Magica)

### Serie animate
- Animal Crackers (1997)
- Milly - Vampiro per gioco (1999)
- Redwall (1999)
- The Baskervilles (2000)
- Cosmic Cowboys - 52 episodi di 13', disegni animati, coproduzione con Gruppo Alcuni
- X-DuckX (2001)
- Gli Astromartin (2002)
- Che drago di un drago (2003)
- Ralf the Record Rat (2003)
- Cuccioli (2003) (in co-produzione con Gruppo Alcuni)
- Creepschool (2004)
- Woofy (2004)
- Delta State (2004)
- Franklin (2004) solo sesta stagione
- Zombie Hotel (2005)
- Robotboy (2005)
- Galactik Football (2006)
- L'apprendista Babbo Natale (2006)
- Logo Story (2006)
- Zap College (2007)
- Matt & Manson (2008)
- Gawayn (2009)
- Billy: un amico fantasmico (2013)
- Calimero (2014)
- Trulli Tales (2015)
- Atomic Puppet (2016)
- Noddy, Toyland Detective (2016)
- Belle e Sebastien (2017)
- Furiki Wheels (2018)
- Bionic Max (2021)